# Marschtorzwinger

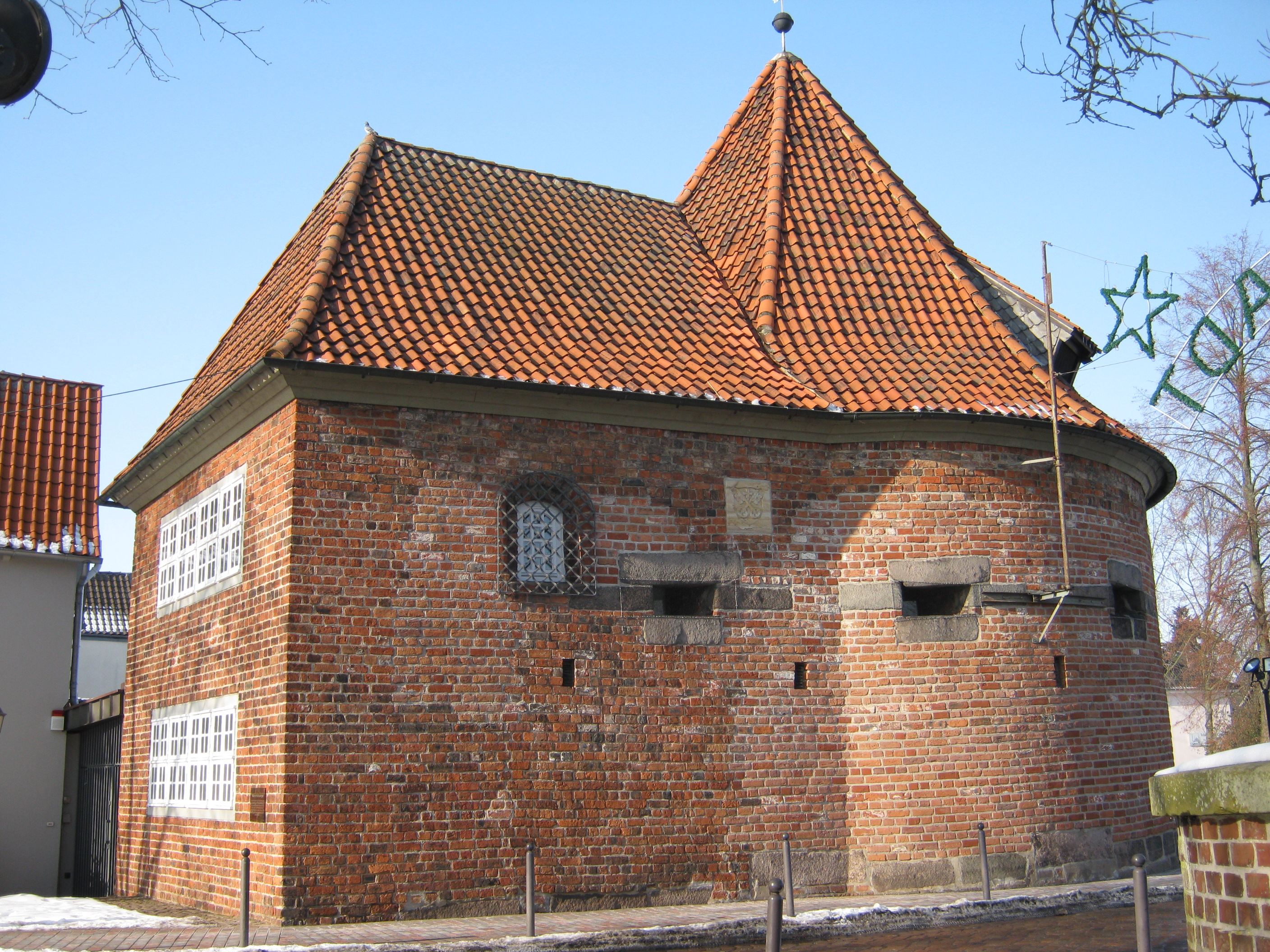
Der Marschtorzwinger

Der Marschtorzwinger ist ein vermutlich im 16. Jahrhundert erbauter Zwinger der ehemaligen Stadtmauer der norddeutschen Stadt Buxtehude im Landkreis Stade in Niedersachsen. Er ist der einzige von fünf Zwingern der damaligen Stadtmauer, der heute noch erhalten ist und gilt neben der Petrikirche und dem Buxtehuder Fleeth als die wichtigste noch aus dem mittelalterlichen Buxtehude vorhandene bauliche Anlage. Er gilt außerdem als einziges kulturhistorisches Baudenkmal dieser Art in Norddeutschland.

## Geschichte

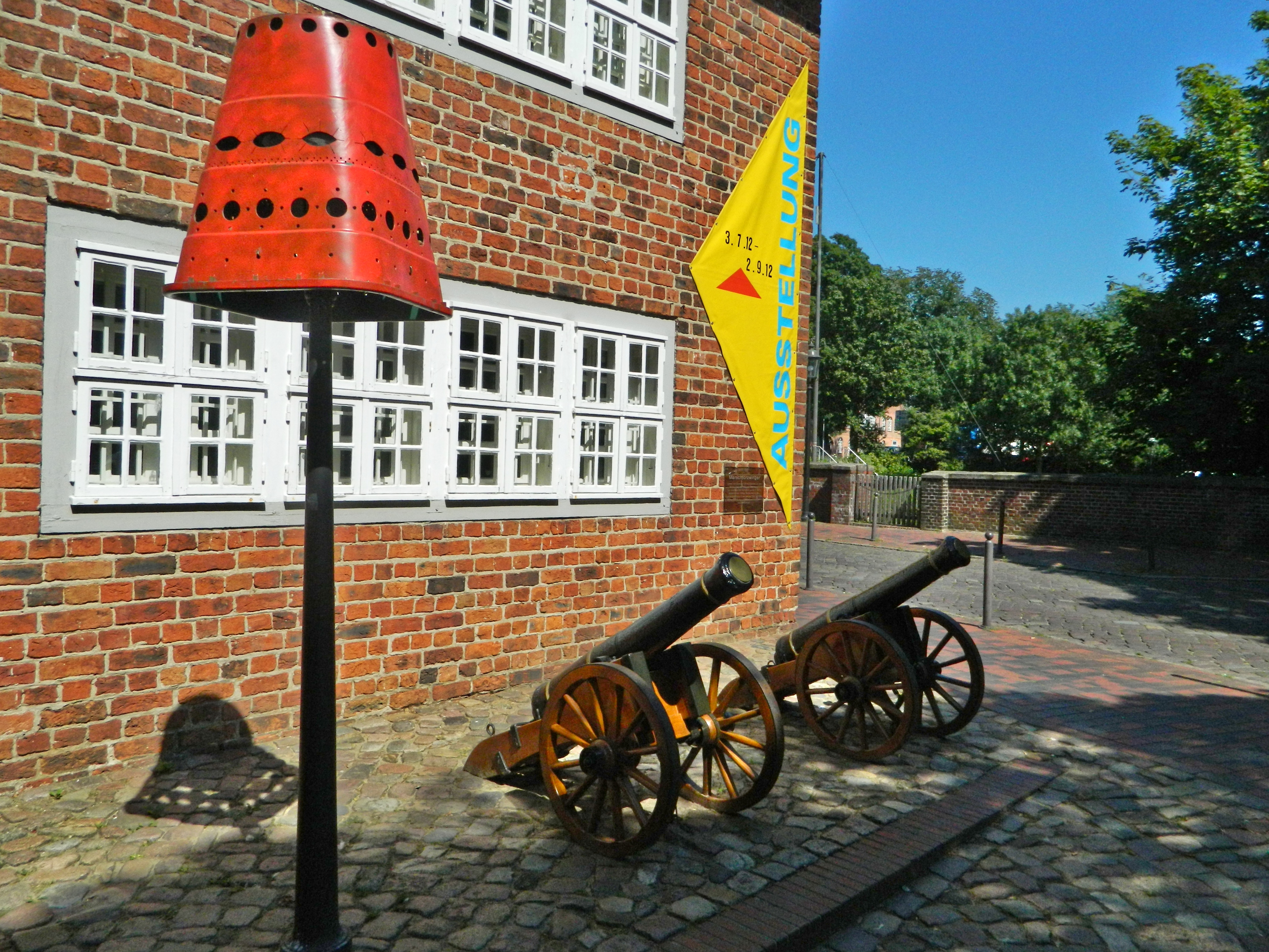
Kanonen an der Süd-West-Seite des Zwingers

Die Buxtehuder Stadtmauer wurde im 13. Jahrhundert angelegt und im 14. Jahrhundert fertiggestellt. Als die Feuerwaffentechnologie im 15. und 16. Jahrhundert zunahm, wurden, um den neuen Anforderungen gerecht zu werden, vor den fünf Ecken der Stadtmauer massive Rundtürme, sogenannte Zwinger, errichtet. Archäologische Untersuchungen am Marschtorzwinger ergaben keine messbaren Ergebnisse. Es wurden aber dendrochronologische Untersuchungen der verbauten Stämme im Fundament des früher an der Nordostecke der mittelalterlichen Stadt gelegenen Linahzwinger durchgeführt. Das Fälldatum der Bäume wurde in Folge auf die Jahre 1551 und 1553 datiert. Für den Marschtorzwinger ist daher eine ähnliche Bauzeit am Ende der ersten Hälfte beziehungsweise um die Mitte des 16. Jahrhunderts sehr wahrscheinlich. Die Stadtmauer und der Zwinger verloren nach dem Ende des Dreißigjährigen Krieges ihre wehrhafte Bedeutung, der Marschtorzwinger blieb aber lange Zeit in städtischem Besitz. Das an den Marschtorzwinger angrenzende Marschtor wurde im 19. Jahrhundert abgebrochen. Der Zwinger wurde Mitte des 19. Jahrhunderts an einen Bierbrauer für Lagerzwecke verkauft. Der Buxtehuder Museumsverein erwarb den teilweise eingestürzten Zwinger 1914 zur Konservierung. Er wurde unter anderem für museale Zwecke, als Jugendherberge und von der DLRG genutzt, jedoch verschlechterte sich sein Zustand. Daraufhin wurde er 1984 bis 1986 aus Städtebauförderungsmitteln völlig restauriert, wodurch er sein heutiges Aussehen erhielt. Er dient als Kulturzentrum für Ausstellungen und Konzerte.

## Baubeschreibung

Heute wird der Marschtorzwinger für Kunstausstellungen genutzt.

Der Zwinger besteht aus einem runden Teil, einst zur Außenseite der Mauer zeigend, mit einem Durchmesser von 9,93 m. Das Gebäude verschmälert sich kegelförmig vom runden Teil weg. Der Zwinger verfügt über ein Erdgeschoss mit sieben Schießscharten und ein Obergeschoss mit neun Schießscharten. Die Dicke der Mauer beträgt bis zu 1,90 m. Der Marschtorzwinger hat ein Spitzdach, welches auch auf einer Stadtansicht von 1674 dargestellt ist. Ein Stein an der Ostseite des Zwingers trägt das Stadtwappen und die Zahl 1539, welche vermutlich das Baujahr beziffert.